# Детский труд в Узбекистане
Сообщается, что принудительный детский труд широко распространён в хлопковой промышленности Узбекистана. В статье BBC Newsnight за 2007 год говорится, что эти принудительные работы происходят в течение 2,5 месяцев ежегодно в хлопковой промышленности, полностью контролируемой государственными органами власти. Радио «Свобода» сообщило, что узбекские правозащитники заявили, что принудительный труд детей является «сознательной государственной политикой». Ряд западных компаний оптовой и розничной торговли, включая Asda, Gap, Marks & Spencer, Wal-Mart Stores и Tesco, бойкотировали закупку узбекского хлопка. Хотя принудительный труд официально запрещён, по состоянию на 2009 год, по сообщениям правозащитников, эта практика все ещё продолжается.
Некоторые неправительственные организации, в частности Узбекско-германский форум по правам человека (UGF), пытались повысить осведомленность об этой неэтичной практике как во всем мире, так и в Европе. UGF поддерживается множеством некоммерческих и неправительственных организаций, в том числе «Спасём детей» в Центральной Азии.

## Экономические причины
Дарон Аджемоглу и Джеймс Робинсон в книге «Почему одни страны богатые, а другие бедные» подробно рассматривают экономические причины введения принудительного труда для школьников. Как и во многих странах Африки южнее Сахары, фермеры вынуждены были продавать ключевую экспортную культуру — хлопок — государству по ценам намного меньше мировых. По их мнению, в таких условиях у фермеров не было никаких стимулов к повышению урожайности и механизации сельского хозяйства. Урожаи ― а с ними и экспортная выручка государства ― стали снижаться. В этой ситуации президент Узбекистана Ислам Каримов ввёл принудительный труд: он обязал собирать хлопок школьников. Сезон сбора хлопка как раз совпадает с началом учебного года и длится два месяца, а образование граждан для авторитарных режимов не является высоким приоритетом. Формально труд школьников даже оплачивался: в день за дневную норму (от 20 до 60 кг) им платили 0,03 доллара США, при мировой цене в районе 1,4 доллара за килограмм. Подобные архаичные экстрактивные экономические институты, по мнению Аджемоглу и Робинсона, могли существовать только при столь же экстрактивных политических институтах: все СМИ в Узбекистане контролируются государством, реальная политическая конкуренция в стране отсутствует, а несистемная оппозиция жестко подавляется.

## Искоренение детского труда
После широкого освещения этой практики во всем мире и взятого на себя обязательства положить конец этой практике, Кабинет министров Узбекистана заявил о своем намерении обеспечить, чтобы никто в возрасте до 18 лет не участвовал в сборе хлопка, как подчеркивается в отчёте Министерства труда США. В том же отчете также подчеркивается, что власти Узбекистана также руководили усилиями по мониторингу с использованием методологии МОТ для наблюдения за урожаем осени 2014 года во всех хлопководческих регионах страны, обнаружив 41 работающего ребёнка, наложив штрафы на 19 школьных чиновников и руководителей хозяйств за использование детского труда и удалив детей с полей. В нескольких случаях отчеты указывают на то, что местный орган власти, такой как районный или региональный правительственный чиновник или хоким города, мог прямо распорядиться о мобилизации детей в возрасте до 18 лет.
В 2008 году Узбекистан ратифицировал Конвенцию о запрещении наихудших форм детского труда, однако до 2013 года Узбекистан входил в список 25 стран, которые не выполняли положения Конвенции. С 2013 года Международная организация труда начала работу с правительством Узбекистана и институтами гражданского общества в рамках программы сотрудничества, в ходе которой страна ратифицировала ещё несколько конвенций МОТ.
3 февраля 2017 года Международная организация труда выпустила отчёт по итогам мониторинга, проведённого осенью 2016 года, в котором указывается прекращение практики детского труда при сборе хлопка, но для некоторых категорий людей, как студенты, врачи, учителя, госслужащие, риск принудительного труда сохраняется, а через 2 года та же организация на основании мониторинга 2018 года сообщила, что 93 % участников уборочной кампании никоим образом не вовлекались в принудительные работы, а также отсутствовало систематическое привлечение бюджетников.

### После смены президента
После смерти Ислама Каримова, новый президент Узбекистана, Шавкат Мерзиёев начал политику постепенной либерализации экономической и политической сферы страны.
В 2018 году США исключили узбекский хлопок из списка товаров, производимых с использованием детского труда.
22 января 2020 года президент Узбекистана Шавкат Мирзиёев подписал Закон «О внесении изменений и дополнений в некоторые законодательные акты Республики Узбекистан», в котором за использование детского труда вводится уголовная ответственность. В частности, за использование несовершеннолетнего на работах, которые могут причинить вред его здоровью, безопасности или нравственности, предусмотрен штраф до 25 базовых расчётных величин, лишением свободы на срок до 3 лет или лишения занятия определённой должности на этот же срок.
16 апреля 2020 года министр занятости и трудовых отношений Узбекистана Нозим Хусанов обратился к Cotton Campaign с просьбой о снятии бойкота на использование хлопка, произведённого в стране, однако на следующий день коалиция Cotton Campaign заявила, что требуются дополнительные гарантии для отмены бойкота, в частности, полного искоренения принудительного труда и свободы гражданского общества.
В 2022 году коалиция Cotton Campaign объявила о снятии глобального бойкота с узбекского хлопка, начавшегося более 10 лет назад.